# Curtea de Apel Constanța
Curtea de Apel Constanța este una din cele 16 curți de apel din România.

## Competența teritorială
- județul Constanța
- județul Tulcea

## Secții
- Secția penală și pentru cauze penale cu minori și de familie
- Secția I civilă
- Secția a II-a civilă, de insolvență, litigii cu profesioniști și societăți
- Secția de contencios administrativ și fiscal[1]